# La maison à l'envers
La maison à l'envers è un cortometraggio del 1902 diretto da Ferdinand Zecca.